# Idimanthus amorphophalloides
Idimanthus amorphophalloides E.G.Gonç. – gatunek rośliny z monotypowego rodzaju Idimanthus E.G.Gonç. z rodziny obrazkowatych. Gatunek ten występuje endemicznie na marmurowych wychodniach w lasach w pobliżu miasta Cardoso Moreira na północy stanu Rio de Janeiro w południowo-wschodniej Brazylii. 
Nazwa naukowa rodzaju została nadana na cześć Idimá Gonçalvesa da Costy, kolekcjonera roślin z Rio de Janeiro, który pierwszy odkrył tę roślinę. Epitet gatunkowy nawiązuje do rodzaju  Amorphophallus, ze względu na podobieństwo polegające na zakwitaniu roślin przed pojawieniem się liści. 

## Charakterystyka
Wieloletnie geofity bulwiaste. Bulwy o średnicy 1,5–2  cm. Roślina tworzy od jednego do trzech rozłożystych, strzałkowato-sercowatych liści, często srebrzysto zabarwionych. Ogonki liściowe o długości 2,5–5 cm. Blaszki liściowe o wymiarach 5–7×4,5–6 cm. Kwiaty zebrane w kolbiaste pseudancjum, wyrastające przed pojawieniem się liści na pędzie kwiatostanowym krótszym od ogonków liściowych. Pochwa kwiatostanu (spatha) jest szeroko jajowata do sercowatej, białobeżowa do różowawobeżowej, wzniesiona, trwała, wielkości 2–3×1,2–1,5 cm. Kolba o długości do 4 cm, u nasady pokryta luźno kwiatami żeńskimi, przylegająca do pochwy, powyżej pokryta gęsto kwiatami męskimi, wolna. Wyrostek kolby cylindryczny, szarawobrązowy do żółtobrązowego. Kwiaty męskie jednopręcikowe. Pylniki kulistawe, pękające przez wierzchołkowy otworek. Zalążnia kwiatów żeńskich jajowata, jednokomorowa, z pojedynczym, anatropowym zalążkiem. Owocostan  złożony z jagód, okryty spathą.  

## Systematyka
Rodzaj Idimanthus należy do plemienia Caladieae w podrodzinie Aroideae w rodzinie obrazkowatych.